# Diospyros eriantha
Diospyros eriantha är en tvåhjärtbladig växtart som beskrevs av John George Champion och George Bentham. Diospyros eriantha ingår i släktet Diospyros och familjen Ebenaceae. Utöver nominatformen finns också underarten D. e. eriantha.